# Desmoris montanus
Desmoris montanus är en skalbaggsart som beskrevs av Dietz 1894. Desmoris montanus ingår i släktet Desmoris, och familjen vivlar.
Artens utbredningsområde är Montana. Inga underarter finns listade i Catalogue of Life.